# Мирослав Живановић
Мирослав Живановић Пиле (Београд, 5. јун 1959 — Београд, 6. јануар 2024) био је југословенски и српски певач, гитариста, композитор и текстописац познат као оснивач поп рок музичке групе Алиса.

## Биографија
Рођен је 5. јуна 1959. године у Београду, а када је имао четири године са родитељима се преселио у Смедерево, где је провео рано детињство, да би се после тога вратио у Београд.
Његов отац Драгослав рођен је у Поморављу, а у Београд је дошао у потрази за послом, где је упознао Мирослављеву мајку, Ивку, која је родом из данашње Хрватске. Родитељи су му се развели када је имао две године, одгајила га је маћеха Вида, а праву мајку упознао је у Паризу када је напунио 50. година.
Завршио је основну школу „Вук Караџић” у Београду, а након тога и Архитектонску школу јер је волео да црта, а у то време је и почео да се бави музиком. Његова супруга звала се Драгана, са којом је добио сина Стефана, 1992. године.
Током деведесетих година радио је као продавац књига на бувљаку на Новом Београду.
Преминуо је 6. јануара 2024. године у Београду, после дуге и тешке болести. Сахрањен је 12. јануара на Новом бежанијском гробљу у Београду.

Деведесетих сам престао да се бавим музиком јер сам наглашени патриота, да кажем националиста. Престао сам да свирам јер нисам могао да поднесем да свирам док људи гину. Свака лоша вест ме дирне. Кад падне авион и погину људи, мене то погоди, кад се одвојило Косово и Црна Гора, много сам тешко поднео то.
Ти кад певаш, људи се радују, а ја нисам могао то. Не критикујем оне који су певали, али нека свако носи свој крст. Мало је фалило да одем на фронт, али нисам јер се аутобус у који је требало да уђемо није појавио. Укапирао сам да ми вероватно није суђено да ратујем. Био сам обузет осећајем немоћи.

## Каријера
Музиком је почео да се бави са шеснаест година, а његов први бенд звао се Седми круг, са којим је свирао у великом броју места у Војводини. Био је члан бенда Један смер, са којим је објавио ЕП под називом Растанак / Једна ствар, 1980. године.
Почетком двехиљадитих година свирао је гитару у бенду Круг двојка, заједно са пријатељима из Сарајевске улице у Београду, са којима је објавио албум 2004. године. Био је певач бенда Звучни зид, као и оснивач бенда Вожд.
Бенд Алиса Живановић је формирао 1984. године заједно са Предрагом Цветковићем (бубањ), Александром Кићановићем (клавијатура), Зораном Јанческим (гитара) и Марком Главаном (бас гитара). Алиса је дуго деловала на београдској сцени пре него што је остварила прве успехе. Песма „Сања”, коју је он отпевао као вокал, остала је упамћена као једна од најлепших љубавних песама на Балкану. Група је 1990. године престала са радом. Након једанаест година паузе, Мирослав Живановић Пиле и Предраг Цветковић су заједно са Дејаном Решановићем (бас-гитара), Бојаном Мишковићем (гитара), Предрагом Стојковићем (клавијатура) и Милошем Ђурићем (удараљке) обновили групу. Након паузе у раду групе, 2017. године на наговор колега, пријатеља и публике, Мирослав Живановић Пиле и Предраг Пеђа Цветковић поново су окупили бенд у оригиналном саставу.
Био је члан Удружења музичара џеза, забавне и рок музике Србије.
До своје смрти, Живановић је са Алисом објавио пет студијских албума и две компилације.
Дана 14. децембра 2024. група Алиса је одржала меморијални концерт у Дому омладине Београда посвећен Пилету.

## Дискографија
Албуми

### Са групом Алиса
- Алиса (1985)
- Да ли си чула песму уморних славуја (1987)
- Хиљаду тона љубави (1988)
- Глупо је спавати док свира рокенрол (1989)
- Златна колекција (компилацијски албум) (1996)
- Алиса (2001)
- Најбоље из земље чуда (дупли компилацијски албум) (2022)

### Остало
- Круг двојка (са бендом Круг двојка) (2001)